# Армяне в Италии
Армяне в Италии (арм. Հայերը Իտալիայում) — статья об истории и современном проживании армян в Италии. Сегодня в Италии насчитывается всего 4000 армян. Армянская община активно участвует в разных сферах жизни страны. В 2000 году Италия признала геноцид армян, построен мемориал памяти в центре Рима.

## История

### Первые армяне в Италии

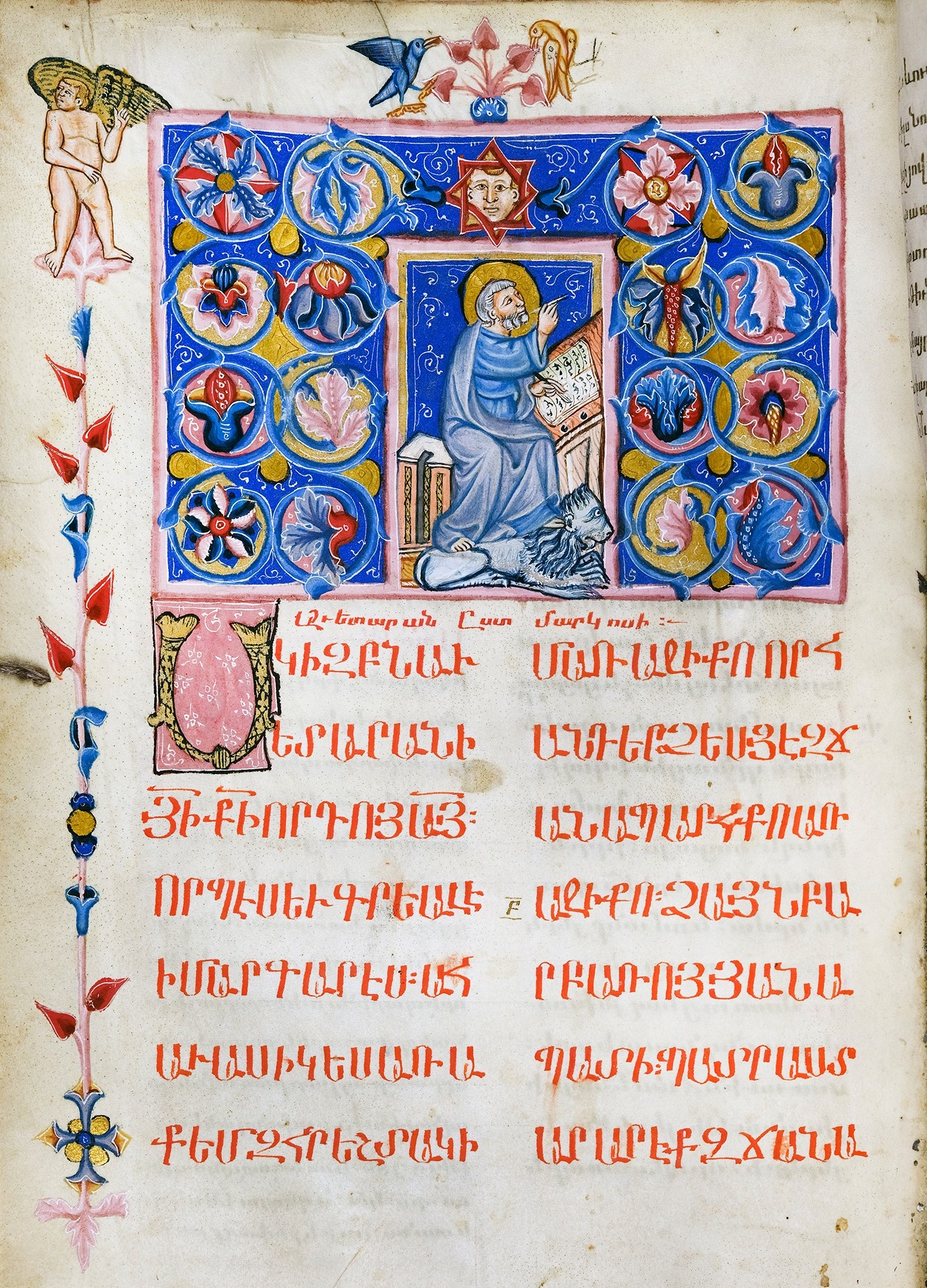
Армянская рукопись переписанная в Перудже в 1331 году

Первое появление армян в Риме относится к I веку. Римский поэт II века  Ювенал сообщал о присутствии в Риме армянских магов. В Риме сохранилась надгробная плита некого армянского паломника, датируемая 370 годом н. э. Сохранились сведения об армянах в Италии в VI веке, когда в Раванну были переведены армянские гарнизоны под руководством византийского полководца армянина Нарсеса. Последний в 555 году становится экзархом византийской части Италии. Византийский гарнизон города, состоящий в основном из армян, назывался numerus Armeniorum. В первой половине VII века экзархом Равенны становится армянин Исаак. Его мавзолей находится в базилике Сан-Витале и именуется Gloria dell’Armenia — Слава Армении. В VI—VII веках армянские гарнизоны Византии находились также в Сицилии. В 668—669 годах на Сицилии правил византийский узурпатор, армянин Мизизий. Память о раннесредневековом присутствии здесь армян сохранилась в топониме Rocca degli armeni — крепость армян. Здесь упоминается ещё одна крепость Калат ал-Армани, который была завоевана в 861 году. В одном из документов касательно Латеранского собора 646 года упоминается армянский монастырь Ренати в Риме. Его настоятель Талласиос принял участие в соборе в качестве представителя Восточной церкви. В X—XI веках армяне строили церкви в Бари и Таранто. В 1008—1010 годах византийским катепаном Италии был армянин Иоанн Куркуас.
В XI—XII веках был возведен в ранг святых Давино Армено. В целом источники говорят об одиннадцати святых армянского происхождения. Среди них Святой Мина Флорентийский почитается как первый мученик во Флоренции. Его имя носит церковь Сан-Миниато-аль-Монте.

### Высокое средневековье. Формирование общины

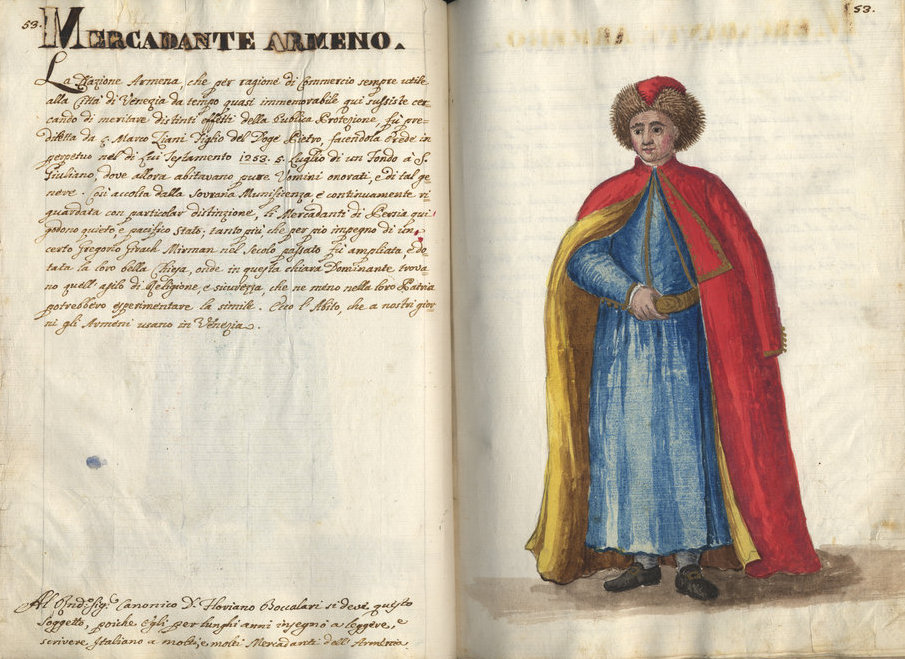
Армянский купец из Венеции, худ. Джованни Гревемброх, XVIII век

Значительная армянская община в Италии формировалась уже в XII столетии. В этот период в 9 городах насчитывалось более 10 армянских церквей. Формирование значительной армянской колонии стало результатом как крестовых походов, так и, позднее, тесных торговых связей между Киликийским армянским царством и итальянскими городами-республиками Генуя, Венеция и Пиза. Между 1240 и 1350 годам, согласно Г. Алишану, армянские церкви существовали в 25 итальянских городах. Как пишет Костан Зарьян, армяне построили 34 церкви и монастыря в Италии. В XIII—XIV веках в Италии насчитывалось около 40 армянских церквей. Армянская церковь Св. Варфоломея в Генуе (1308) известна тем, что там с 1384 г. хранится Спас Нерукотворный (один из двух Мандилионов). Рядом с церквями функционировали лечебницы и дома для купцов. Тогда здесь был основан т.н. Армянский дом—domus Arminorum. Она располагалась в Венеции рядом с площадью св. Марка на месте, который был прозван Calle dei Armini. Уже в XIV столетии на острове Сан-Джорджо Маджоре венецианской лагуны существовало армянское кладбище. В 1434 году сообщается о существовании армянской церкви в центре Венеции, где литургия осуществлялось согласно армянскому обряду. В 1512 году в Италии, в городе Венеции, зародилось армянское книгопечатание. В середине того же столетия в этом городе книгоиздательскую деятельность развивал Абгар Тохатеци. Из венецианских армян XVI века наиболее известным стал судостроитель Антон Сурян. В XVI веке формируется армянская община в Ливорно. Община ещё более умножилась в последующем столетии, что было обусловлено тяжким политическим положением в Армении превратившимся в поле битвы между Турцией и Персией. Великий герцог Тосканы Фердинанд I в одном из своих документов датируемых 1591 годом приглашает армянских торговцев в Ливорно. В начале XVII столетия здесь проживало около 1000 армян. Главы всех 6 торговых делегации отправленных из Персии в Италию в течение 1582—1610 годов были армянами. В XVII веке на средства Киракоса Мирамяна была обустроена армянская церковь св. Креста в Венеции.
В объемной поэме «Повесть о городе Венеции» (арм. «Պատմութիւն Վենետիկ քաղաքին»), написанном в 1614 году, посетивший Венецию Хачатур Тохатци рассказывает о её красоте и богатстве.
Историк искусства Й. Стржиговский отмечал влияние армянской архитектуры на итальянскую. Например, он писал, что архитектор кафедрального собора Санта-Мария-дель-Фьоре Брунеллески обратился к армянскому стилю: «Рассматривая собор с запада и изнутри, можно подумать, что его строил армянский зодчий».

### XVIII—XIX века

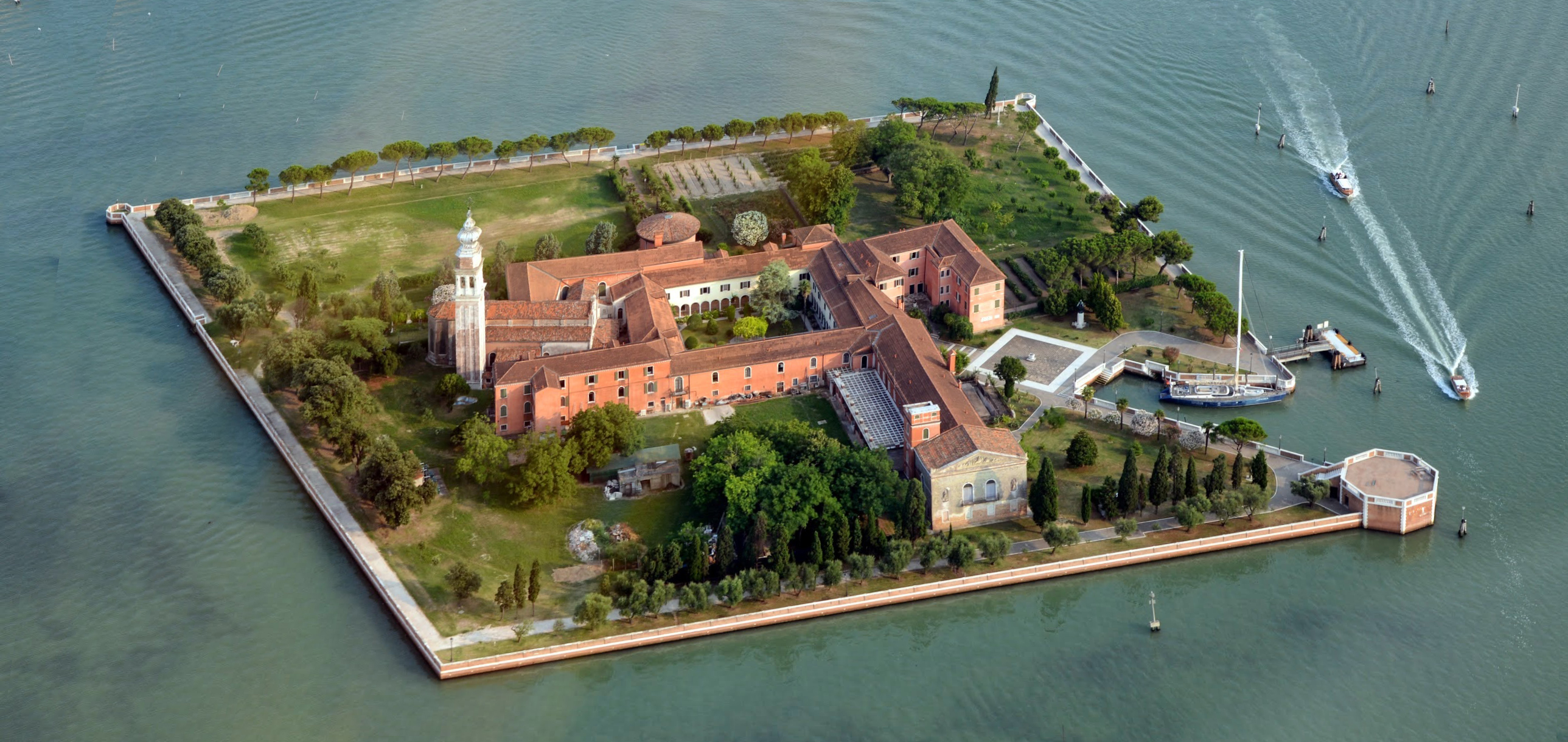
Сан-Ладзаро-дельи-Армени (остров Святого Лазаря) — небольшой остров в южной части Венецианской лагуны возле острова Лидо (Италия), один из основных мировых центров армянской культуры

Новый период в жизни армян Италии связан с деятельностью ордена мхитаристов. Он был основан в 1717 году в Венеции, на острове Святого Лазаря Мхитаром Севастийским. На протяжении 300 лет существования привлекал внимание большого количества мыслителей, историков, литераторов, стал одним из мировых центров развития арменистики. В 1799 году в Венеции издавался армянский журнал «Тарегутюн».
Среди самых богатых людей Венеции был армянский род Алишанянов и Теодорянов. Кроме того, в те времена главными советниками правителей Венеции являлись армяне. Некоторым армянским купцам Венецианская республика пожаловала высокие титулы. Так, Грикор Агдолянц стал маркизом, Сехпазяну — графом, а Шахриманян, Манукян и Занд были посвящены в рыцари. В 1836—1996 годах в Венеции действовал армянский колледж Мурад-Рафаелян. С 1843 года там же беспрерывно издается журнал «Базмавеп». В 1883 году в Риме был основан армянский колледж Левонян.
Известно, что в XIX веке великий объединитель Италии — Джузеппе Гарибальди, предпочитал нанимать армян на военную службу за их преданность и храбрость. Так, его лучшим другом и заместителем был прославленный армянский воин — Геворк Ардунци.

### XX век. Современное время

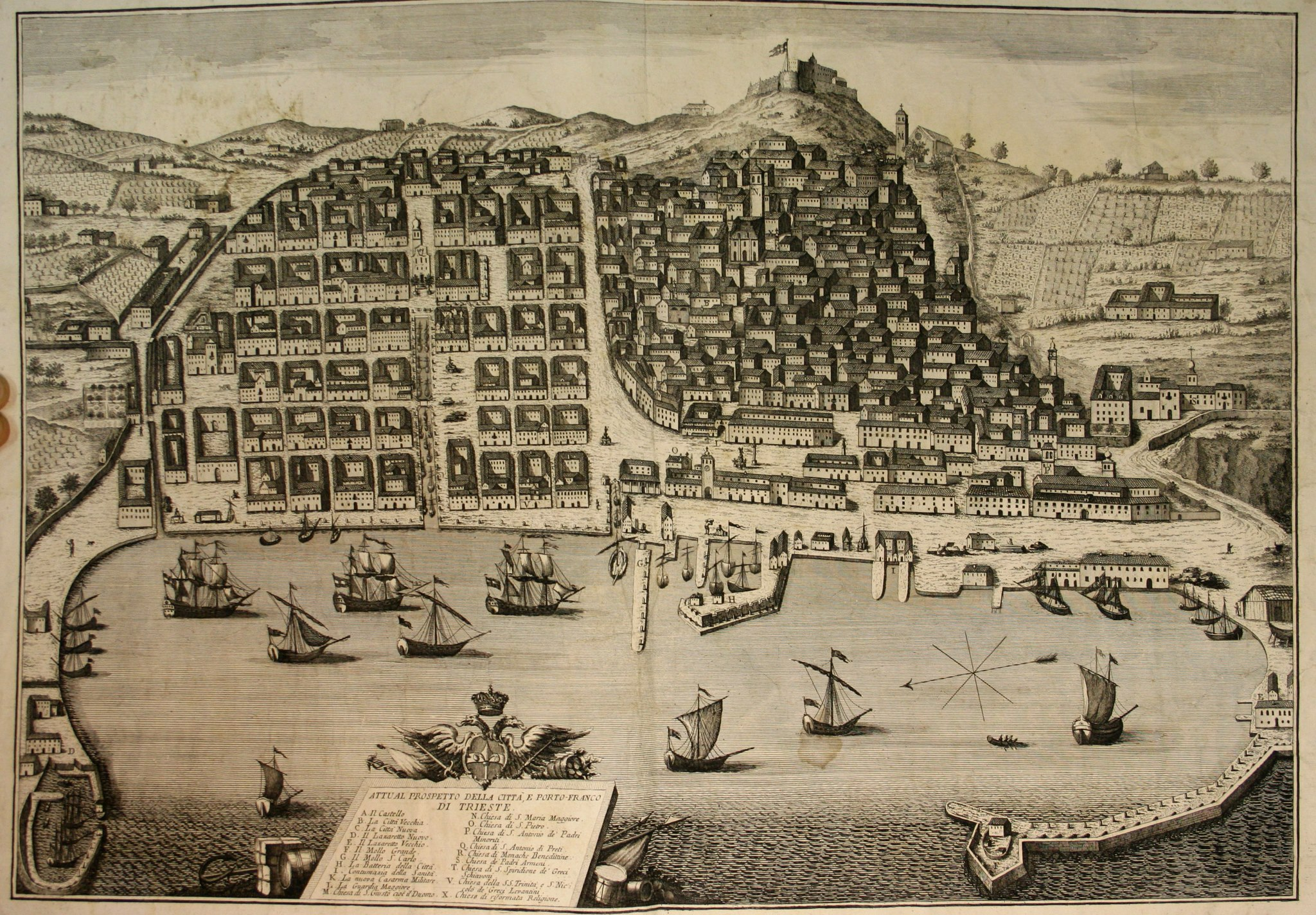
Панорама Триеста, под буквой «S» указано Chiesa di Padri Armeni, 1800 год

Во времена Геноцида армян, армянами из Палермо был сформирован добровольческий отряд. Армяне, взяв в руки оружие, отправились спасать своих соотечественников. Часть отряда охраняла коридор Дер-Зора, другая часть отправилась в служение Армянского Легиона Чести, организованного Погос Нубаром и Вааном Кардашяном. Армянские добровольцы из Палермо без страха с большой жестокостью и гневом уничтожали регулярные отряды турецкой армии.
К 1945 году в Италии насчитывалось всего лишь 10 000 армян, в 1978 году около 1800. В 1946 году совершилось значимое событие: папа Пий XII даровал армянскому священнику — Крикору-Бедросу Агаджаняну, достоинство кардинала-священника с титулом S. Bartolomeo all’Isola. На конклаве 1958 года патриарх Агаджанян был одним из кандидатов на избрание папой и, как подтвердил затем избранный Иоанн XXIII, почти набрал необходимое для избрания количество голосов. В этом же году в Милане была основана армянская церковь и центр исследования культуры Армении. В Милане, у стен церкви святого Амврозия был установлен хачкар в память о геноциде армян 1915 года.
В Италии жили химик Джакомо Чамичан, известный художник и фотограф Паоло Кеседян, Карло Чезарни Сарухан-Бек, оратор Андреа Джангирян. Сегодня в Италии проживает чемпион Геворг Петросян,  выступающий в кикбоксинге и тайском боксе.